# Montmirat
Montmirat är en kommun i departementet Gard i regionen Occitanien i södra Frankrike. Kommunen ligger i kantonen Saint-Mamert-du-Gard som tillhör arrondissementet Nîmes. År 2022 hade Montmirat 478 invånare.

## Befolkningsutveckling
Antalet invånare i kommunen Montmirat
Referens:INSEE